# ARSAT-1

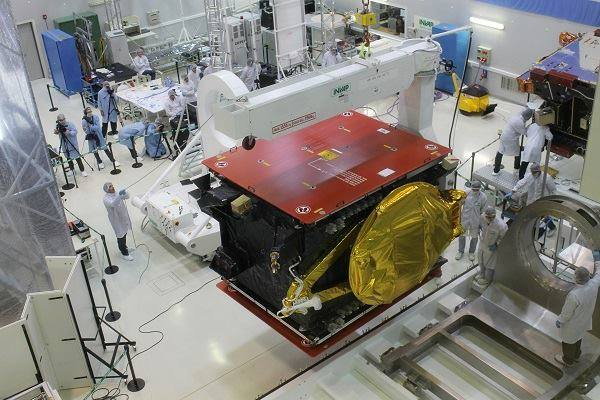
ARSAT-1

O ARSAT-1 é um satélite de comunicação geoestacionário argentino da série ARSAT, construído pela empresa argentina INVAP. Ele está localizado na posição orbital de 71,8 graus de longitude oeste e é operado pela ARSAT (Empresa Argentina de Soluciones Satelitales Sociedad Anonima). O satélite foi baseado na plataforma ARSAT-3K e sua vida útil estimada é de 15 anos.

## História
O lançamento do satélite estava inicialmente previsto para meados de 2012, mas foi adiado para 2013. Porém, o satélite só acabou sendo lançado em órbita no ano de 2014. O satélite está localizado no slot geoestacionária a 72 graus de longitude oeste.

## Lançamento
O satélite foi lançado com sucesso ao espaço no dia 16 de outubro de 2014, às 21:43 UTC, por meio de um veículo Ariane-5ECA a partir do Centro Espacial de Kourou, na Guiana Francesa, juntamente com o satélite Intelsat 30. Ele tinha uma massa de lançamento de 2985 kg.

## Capacidade e cobertura
O ARSAT-1 é equipado com 24 transponders em banda Ku para fornecer serviços de dados, telefone e de transmissão de televisão para a Argentina, Chile, Uruguai, Paraguai e Bolívia.